# Portneuf (circonscription provinciale)
Pour l’article homonyme, voir Portneuf.
Circonscription électorale provinciale du Canada

La circonscription de Portneuf apparaît en haut à gauche en brun pâle sur la carte.

Portneuf est une circonscription électorale provinciale du Québec. Elle fait partie de la région administrative de la Capitale-Nationale. 

## Historique
Lors de la création de la Chambre d'assemblée du Bas-Canada en 1792, le discrict électoral de Hampshire a été créé. Il était représenté par deux députés. En 1829 il prend le nom de Portneuf. Il est conservé lors de la création de l'Assemblée législative de la province du Canada en 1841, puis comme district électoral provincial à l'avènement de la Confédération canadienne. Depuis 1853 au moins, son territoire correspondait à celui du comté municipal de Portneuf. 
En 1972, les limites de la circonscription sont changées lorsque quelques municipalités de sa partie sud-est, dont Saint-Augustin-de-Desmaures et Sainte-Catherine passent dans Chauveau. En 1992 Portneuf s'agrandit légèrement par l'addition de Sainte-Catherine-de-la-Jacques-Cartier, Fossambault-sur-le-Lac et Lac-Saint-Joseph, venant de Chauveau, ainsi que d'autres territoires peu habités au nord. Puis, en 2011, les trois municipalités ajoutées en 1992 sont de nouveau retirées pour faire maintenant partie de La Peltrie, de même que Lac-aux-Sables et Notre-Dame-de-Montauban, dans l'est de la circonscription, qui passent dans Laviolette.
De 1908 à 1920, la circonscription a été représentée par le premier ministre du Québec Lomer Gouin.

## Territoire et limites
Depuis 2011, le territoire est constitué de :
- Cap-Santé
- Deschambault-Grondines
- Donnacona
- Lac-Blanc (territoire non-organisé)
- Lac-Lapeyrère (territoire non-organisé)
- Lac-Sergent
- Linton (territoire non-organisé)
- Neuville
- Pont-Rouge
- Portneuf
- Rivière-à-Pierre
- Saint-Alban
- Saint-Basile
- Saint-Casimir
- Sainte-Christine-d'Auvergne
- Saint-Gilbert
- Saint-Léonard-de-Portneuf
- Saint-Marc-des-Carrières
- Saint-Raymond
- Saint-Thuribe
- Saint-Ubalde

## Liste des députés

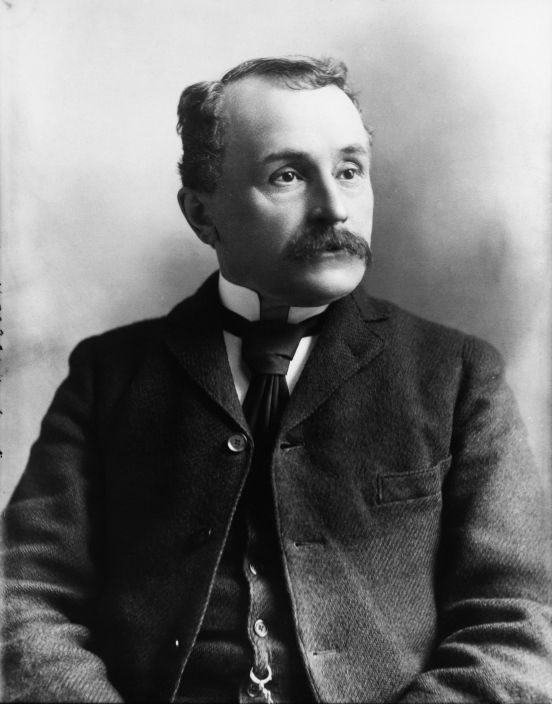
Francois Langelier est député de Portneuf de 1878 à 1881 pour le Parti libéral du Québec

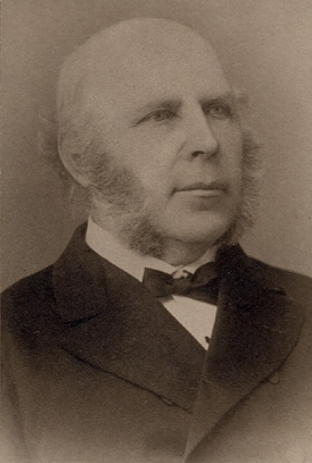
Jean-Docile Brousseau est député de Portneuf de 1881 à 1886 pour le Parti conservateur du Québec

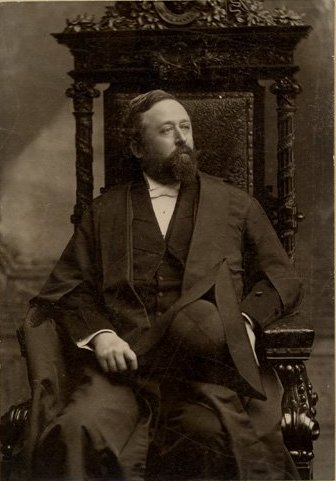
Jules Tessier est député de Portneuf de 1886 à 1904 pour le Parti libéral du Québec

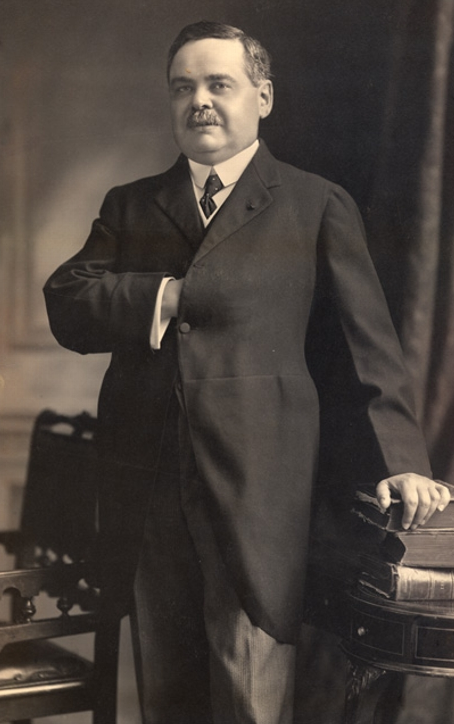
L'ancien lieutenant-gouverneur du Québec et Premier ministre du Québec Lomer Gouin a déjà représenté la circonscription de Portneuf.

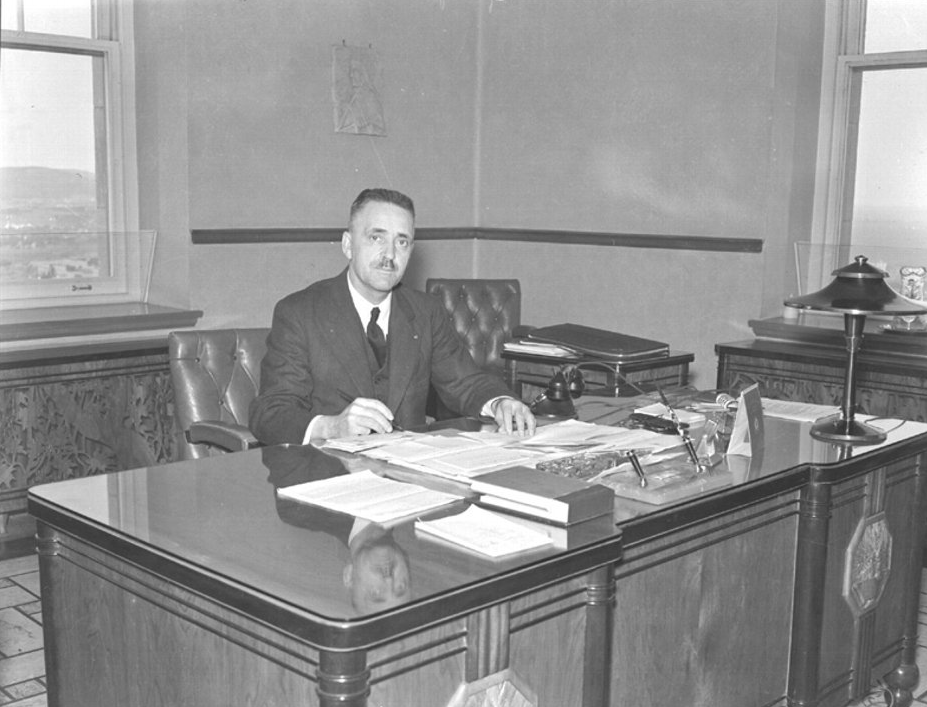
Bona Dussault est député de Portneuf de 1935 à 1936 pour L'Action libérale nationale, de 1936 à 1939 et de 1944 à 1953 pour l'Union nationale

| Années | Années    | Député                   | Parti                 |
| ------ | --------- | ------------------------ | --------------------- |
|        | 1867-1871 | Praxède Larue            | Conservateur          |
|        | 1871-1875 | Praxède Larue            | Conservateur          |
|        | 1875-1878 | Praxède Larue            | Conservateur          |
|        | 1878-1881 | François Langelier       | Libéral               |
|        | 1881-1886 | Jean-Docile Brousseau    | Conservateur          |
|        | 1886-1890 | Jules Tessier            | Libéral               |
|        | 1890-1892 | Jules Tessier            | Libéral               |
|        | 1892-1897 | Jules Tessier            | Libéral               |
|        | 1897-1900 | Jules Tessier            | Libéral               |
|        | 1900-1904 | Jules Tessier            | Libéral               |
|        | 1904      | Damase Naud              | Conservateur          |
|        | 1904-1908 | Édouard-Antil Panet      | Libéral               |
|        | 1908-1912 | Lomer Gouin              | Libéral               |
|        | 1912-1916 | Lomer Gouin              | Libéral               |
|        | 1916-1919 | Lomer Gouin              | Libéral               |
|        | 1919-1920 | Lomer Gouin              | Libéral               |
|        | 1920-1923 | Édouard Hamel            | Libéral               |
|        | 1923-1927 | Édouard Hamel            | Libéral               |
|        | 1927      | Édouard Hamel            | Libéral               |
|        | 1927-1931 | Pierre Gauthier          | Libéral               |
|        | 1931-1935 | Pierre Gauthier          | Libéral               |
|        | 1935-1936 | Bona Dussault            | ALN                   |
|        | 1936-1939 | Bona Dussault            | Union nationale       |
|        | 1939-1944 | Lucien Plamondon         | Libéral               |
|        | 1944-1948 | Bona Dussault            | Union nationale       |
|        | 1948-1952 | Bona Dussault            | Union nationale       |
|        | 1952-1953 | Bona Dussault            | Union nationale       |
|        | 1953-1956 | Rosaire Chalifour        | Union nationale       |
|        | 1956-1960 | Rosaire Chalifour        | Union nationale       |
|        | 1960-1962 | Marcellin Laroche        | Libéral               |
|        | 1962-1966 | Marcellin Laroche        | Libéral               |
|        | 1966-1970 | Marcel-Rosaire Plamondon | Union nationale       |
|        | 1970-1973 | Antoine Drolet           | Ralliement créditiste |
|        | 1973-1976 | Michel Pagé              | Libéral               |
|        | 1976-1981 | Michel Pagé              | Libéral               |
|        | 1981-1985 | Michel Pagé              | Libéral               |
|        | 1985-1989 | Michel Pagé              | Libéral               |
|        | 1989-1993 | Michel Pagé              | Libéral               |
|        | 1993-1994 | Roger Bertrand           | Parti québécois       |
|        | 1994-1998 | Roger Bertrand           | Parti québécois       |
|        | 1998-2003 | Roger Bertrand           | Parti québécois       |
|        | 2003-2007 | Jean-Pierre Soucy        | Libéral               |
|        | 2007-2008 | Raymond Francoeur        | Action démocratique   |
|        | 2008-2012 | Michel Matte             | Libéral               |
|        | 2012-2014 | Jacques Marcotte         | Coalition avenir      |
|        | 2014-2018 | Michel Matte             | Libéral               |
|        | 2018-2022 | Vincent Caron            | Coalition avenir      |
|        | 2022- ... | Vincent Caron            | Coalition avenir      |

## Résultats électoraux
|                                                                                               | Nom                     | Parti              | Nombre de voix | %      | Maj.  |
| --------------------------------------------------------------------------------------------- | ----------------------- | ------------------ | -------------- | ------ | ----- |
|                                                                                               | Vincent Caron (sortant) | Coalition avenir   | 15 412         | 47,4 % | 5 737 |
|                                                                                               | Jacinthe-Eve Arel       | Conservateur       | 9 675          | 29,7 % | -     |
|                                                                                               | Alexandre Mc Cabe       | Parti québécois    | 3 203          | 9,8 %  | -     |
|                                                                                               | Anne-Marie Melançon     | Québec solidaire   | 2 675          | 8,2 %  | -     |
|                                                                                               | Patrick Hayes           | Libéral            | 916            | 2,8 %  | -     |
|                                                                                               | Patrick Bourson         | Indépendant        | 608            | 1,9 %  | -     |
|                                                                                               | Karine Simard           | Démocratie directe | 40             | 0,1 %  | -     |
| Total                                                                                         | Total                   | Total              | 32 529         | 100 %  |       |
| Le taux de participation lors de l'élection était de 73,3 % et 359 bulletins ont été rejetés. |                         |                    |                |        |       |

|                                                                                               | Nom               | Parti               | Nombre de voix | %      | Maj.   |
| --------------------------------------------------------------------------------------------- | ----------------- | ------------------- | -------------- | ------ | ------ |
|                                                                                               | Vincent Caron     | Coalition avenir    | 15 994         | 54,3 % | 10 435 |
|                                                                                               | Philippe Gasse    | Libéral             | 5 559          | 18,9 % | -      |
|                                                                                               | Odile Pelletier   | Québec solidaire    | 3 364          | 11,4 % | -      |
|                                                                                               | Christian Hébert  | Parti québécois     | 2 727          | 9,3 %  | -      |
|                                                                                               | Guy Morin         | Conservateur        | 1 524          | 5,2 %  | -      |
|                                                                                               | Constance Guimont | Citoyens au pouvoir | 282            | 1 %    | -      |
| Total                                                                                         | Total             | Total               | 29 450         | 100 %  |        |
| Le taux de participation lors de l'élection était de 70,3 % et 621 bulletins ont été rejetés. |                   |                     |                |        |        |

|                                                                                               | Nom                        | Parti            | Nombre de voix | %      | Maj.  |
| --------------------------------------------------------------------------------------------- | -------------------------- | ---------------- | -------------- | ------ | ----- |
|                                                                                               | Michel Matte               | Libéral          | 12 779         | 41,4 % | 1 059 |
|                                                                                               | Jacques Marcotte (sortant) | Coalition avenir | 11 720         | 38 %   | -     |
|                                                                                               | Hugues Genois              | Parti québécois  | 4 525          | 14,7 % | -     |
|                                                                                               | Catherine Côté             | Québec solidaire | 1 209          | 3,9 %  | -     |
|                                                                                               | Daniel Beaulieu            | Conservateur     | 391            | 1,3 %  | -     |
|                                                                                               | Stéphanie Grimard          | Option nationale | 227            | 0,7 %  | -     |
| Total                                                                                         | Total                      | Total            | 30 851         | 100 %  |       |
| Le taux de participation lors de l'élection était de 75,7 % et 369 bulletins ont été rejetés. |                            |                  |                |        |       |

|                                                                                             | Nom                    | Parti            | Nombre de voix | %      | Maj.  |
| ------------------------------------------------------------------------------------------- | ---------------------- | ---------------- | -------------- | ------ | ----- |
|                                                                                             | Jacques Marcotte       | Coalition avenir | 12 605         | 41,1 % | 2 203 |
|                                                                                             | Michel Matte (sortant) | Libéral          | 10 402         | 33,9 % | -     |
|                                                                                             | René Perreault         | Parti québécois  | 5 568          | 18,1 % | -     |
|                                                                                             | Raphaël Langevin       | Québec solidaire | 932            | 3 %    | -     |
|                                                                                             | Yves St-Amant          | Indépendant      | 567            | 1,8 %  | -     |
|                                                                                             | Marianne Garnier       | Option nationale | 534            | 1,7 %  | -     |
|                                                                                             | Sylvie Gagné           | Conservateur     | 84             | 0,3 %  | -     |
| Total                                                                                       | Total                  | Total            | 30 692         | 100 %  |       |
| Le taux de participation lors de l'élection était de 77 % et 375 bulletins ont été rejetés. |                        |                  |                |        |       |

|                                                                                               | Nom                         | Parti               | Nombre de voix | %      | Maj.  |
| --------------------------------------------------------------------------------------------- | --------------------------- | ------------------- | -------------- | ------ | ----- |
|                                                                                               | Michel Matte                | Libéral             | 11 205         | 39,6 % | 1 706 |
|                                                                                               | Raymond Francoeur (sortant) | Action démocratique | 9 499          | 33,6 % | -     |
|                                                                                               | René Perreault              | Parti québécois     | 6 631          | 23,5 % | -     |
|                                                                                               | André Lavoie                | Québec solidaire    | 938            | 3,3 %  | -     |
| Total                                                                                         | Total                       | Total               | 28 273         | 100 %  |       |
| Le taux de participation lors de l'élection était de 63,6 % et 548 bulletins ont été rejetés. |                             |                     |                |        |       |

|                                                                                               | Nom                         | Parti               | Nombre de voix | %      | Maj.  |
| --------------------------------------------------------------------------------------------- | --------------------------- | ------------------- | -------------- | ------ | ----- |
|                                                                                               | Raymond Francoeur           | Action démocratique | 15 496         | 45,9 % | 4 635 |
|                                                                                               | Jean-Pierre Soucy (sortant) | Libéral             | 10 861         | 32,2 % | -     |
|                                                                                               | Martin Courval              | Parti québécois     | 5 667          | 16,8 % | -     |
|                                                                                               | Simon Sauvegeau             | Vert                | 1 145          | 3,4 %  | -     |
|                                                                                               | André Lavoie                | Québec solidaire    | 580            | 1,7 %  | -     |
| Total                                                                                         | Total                       | Total               | 33 749         | 100 %  |       |
| Le taux de participation lors de l'élection était de 77,5 % et 283 bulletins ont été rejetés. |                             |                     |                |        |       |

|                                                                                               | Nom                      | Parti               | Nombre de voix | %      | Maj.  |
| --------------------------------------------------------------------------------------------- | ------------------------ | ------------------- | -------------- | ------ | ----- |
|                                                                                               | Jean-Pierre Soucy        | Libéral             | 12 729         | 39,9 % | 1 948 |
|                                                                                               | Deny Lépine              | Action démocratique | 10 781         | 33,8 % | -     |
|                                                                                               | Roger Bertrand (sortant) | Parti québécois     | 8 352          | 26,2 % | -     |
|                                                                                               | François Paradis-Caron   | UFP                 | 43             | 0,1 %  | -     |
| Total                                                                                         | Total                    | Total               | 31 905         | 100 %  |       |
| Le taux de participation lors de l'élection était de 76,2 % et 383 bulletins ont été rejetés. |                          |                     |                |        |       |

|                                                                                               | Nom                      | Parti                 | Nombre de voix | %      | Maj.  |
| --------------------------------------------------------------------------------------------- | ------------------------ | --------------------- | -------------- | ------ | ----- |
|                                                                                               | Roger Bertrand (sortant) | Parti québécois       | 15 572         | 48 %   | 3 273 |
|                                                                                               | Russel Gilbert           | Libéral               | 12 299         | 37,9 % | -     |
|                                                                                               | Marie-Christine Proulx   | Action démocratique   | 4 283          | 13,2 % | -     |
|                                                                                               | Jérôme Larouche          | Démocratie socialiste | 298            | 0,9 %  | -     |
| Total                                                                                         | Total                    | Total                 | 32 452         | 100 %  |       |
| Le taux de participation lors de l'élection était de 80,7 % et 414 bulletins ont été rejetés. |                          |                       |                |        |       |

|                                                                                               | Nom                      | Parti               | Nombre de voix | %      | Maj.  |
| --------------------------------------------------------------------------------------------- | ------------------------ | ------------------- | -------------- | ------ | ----- |
|                                                                                               | Roger Bertrand (sortant) | Parti québécois     | 14 256         | 47,9 % | 3 776 |
|                                                                                               | Josée Noreau             | Libéral             | 10 480         | 35,2 % | -     |
|                                                                                               | Jean Larose              | Action démocratique | 4 501          | 15,1 % | -     |
|                                                                                               | Robert Royer             | Loi naturelle       | 537            | 1,8 %  | -     |
| Total                                                                                         | Total                    | Total               | 29 774         | 100 %  |       |
| Le taux de participation lors de l'élection était de 79,8 % et 799 bulletins ont été rejetés. |                          |                     |                |        |       |